# Chiesa maronita
La Chiesa maronita (in arabo لكنيسة المارونية‎?) è una Chiesa cattolica sui iuris, insignita del titolo patriarcale (in latino Patriarchatus Antiochenus Maronitarum), in comunione con il vescovo di Roma. Riti e liturgia derivano dalla tradizione antiochena. La lingua liturgica tuttora adottata accanto a quella araba è il siriaco. Il titolo «Mar» significa “santo” in aramaico. I patriarchi maroniti portano come secondo nome  «Boutros», in riferimento a San Pietro, fondatore della Chiesa di Antiochia.
Quella maronita è l'unica Chiesa d'Oriente rimasta sempre in comunione con la Santa Sede. Conserva un elemento di autonomia, come le altre chiese cattoliche orientali patriarcali: il patriarca viene eletto dal Sinodo dei vescovi e soltanto dopo l'elezione fa professione di comunione con il pontefice romano.

## Panoramica
I sei principali riti della tradizione cristiana sono: alessandrino, armeno, antiocheno (o siriaco-occidentale), caldeo (o siriaco-orientale), bizantino (o costantinopolitano) e latino (o romano). La Chiesa maronita segue il rito antiocheno.. Essendo in piena comunione con il Sommo Pontefice, un cattolico romano può frequentare i riti di una parrocchia del rito orientale e qui ricevere tutti i sacramenti. Ugualmente, i fedeli maroniti, che risiedano in luoghi distanti da una Chiesa del proprio rito, possono partecipare alla vita di un'altra comunità della Chiesa cattolica di differente rito, pur restando parte della Chiesa maronita.
Il sinodo patriarcale della Chiesa maronita nel 2003-2004 ha identificato cinque elementi distintivi della Chiesa maronita:
- è antiochena;
- è calcedoniana (ovvero riconosce le deliberazioni conclusive del Concilio di Calcedonia del 451);
- è patriarcale e monastica;
- è fedele alla Cattedra di san Pietro a Roma;
- è fortemente radicata in Libano.[1]

## Storia
La Chiesa maronita prende il nome dal suo fondatore, san Marone († 410), un asceta siriaco amico di Giovanni Crisostomo che la istituì nel IV secolo. Dopo la sua morte, nel 452 i suoi discepoli costituirono un monastero nei pressi del suo sepolcro, ad Apamea, sulle rive del fiume Oronte. Fin dalle origini la comunità maronita seguì il Patriarca di Antiochia. Quando la regione divenne a maggioranza monofisita (V-VI secolo), la comunità dovette trasferirsi in una regione più interna del Libano.
Nel VII secolo la comunità maronita fu rifondata e organizzata da un santo monaco, l'abate del monastero di Brad, in Siria. Giovanni Marone fu il primo maronita a ricoprire la dignità episcopale; l'ordinazione avvenne nel 676 e in seguito - nel 685 - fu eletto Patriarca di Antiochia. Fu il primo maronita a ricoprire questo incarico. Per sfuggire a una persecuzione, decise di lasciare la Siria e dirigersi verso il Libano. San Marone trascorse la sua esistenza su una montagna della Siria che sarebbe identificata con il Kefar-Nabo, nel Ol-Yambos  (Tauro, odierna Turchia). Si stabilì a Kfarhy, dove fece costruire un nuovo monastero nel quale depositò la reliquia più preziosa per i maroniti: il cranio di san Marone. Da esso deriva il nome del monastero: Monastero di Ras Marun (cranio di Marone). Da quell'epoca il monastero è la sede patriarcale maronita.

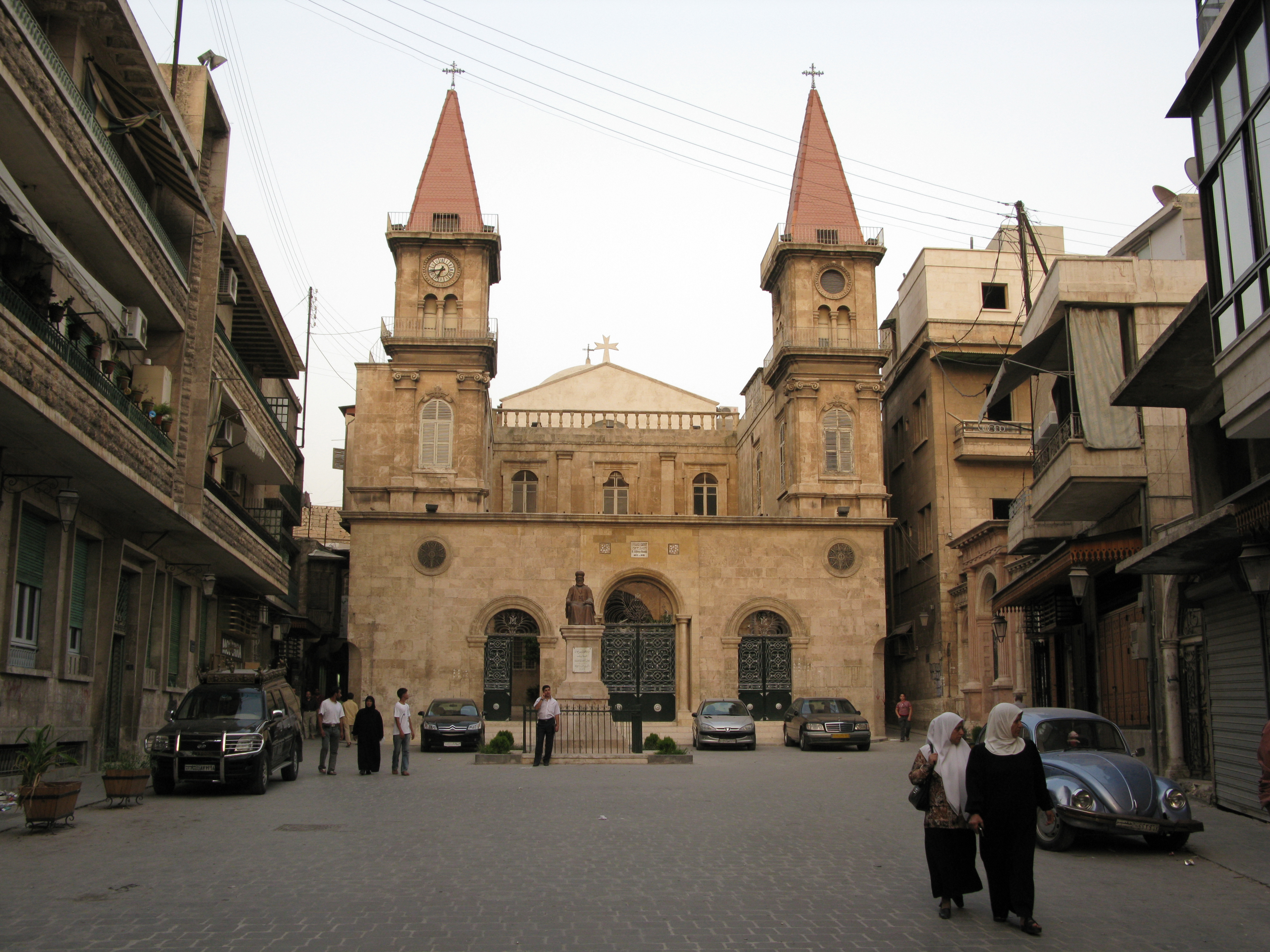
La cattedrale maronita di Aleppo.

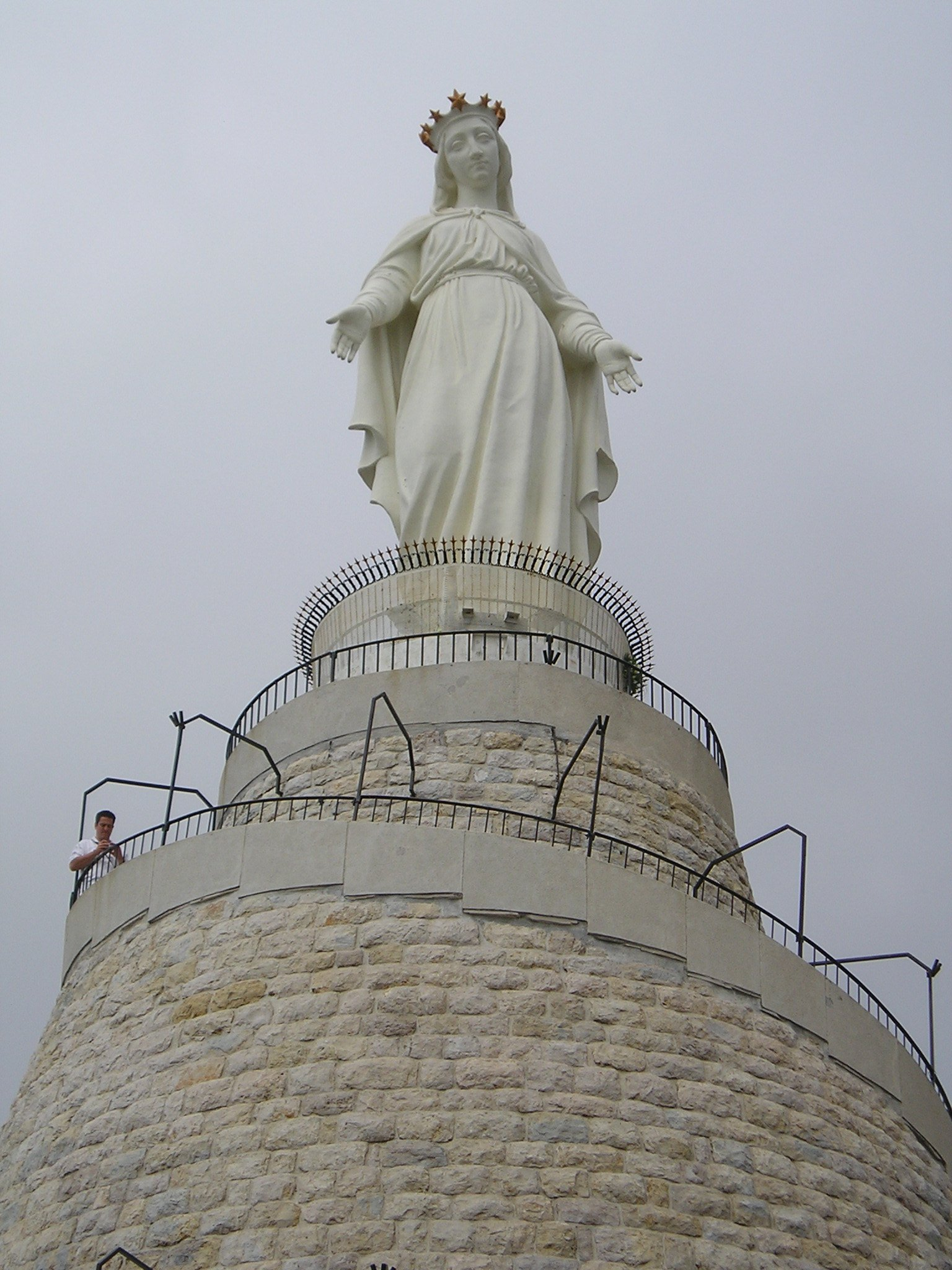
Statua del santuario di Nostra Signora del Libano a Harissa presso Jounieh.

Dopo il 685 la Chiesa di Antiochia si divise tra calcedonesi e non calcedonesi, che divennero la maggioranza. La comunità maronita scelse di rimanere calcedonese e non si riconobbe più nel patriarca Teofane. Iniziò un periodo di autonomia: i monasteri diventarono sedi vescovili.
All'epoca delle Crociate la Chiesa maronita riallacciò i rapporti con la Chiesa di Roma, da cui non si era mai formalmente separata. L'unione venne suggellata alcuni secoli dopo, nel 1584, con la fondazione, durante il pontificato di Gregorio XIII, del Collegio maroniano di Roma.
I maroniti furono protetti anche dalla Francia, durante il dominio ottomano del Vicino oriente.
Dal 1444 la sede dei patriarchi maroniti era nel monastero di Qannubin nella valle di Qadisha; nel 1830 il patriarca Youssef Boutros Hobaish trasferì la residenza patriarcale a Bkerké.
Fino al XVIII secolo il patriarcato maronita era solo formalmente suddiviso in eparchie: di fatto i vescovi erano tutti considerati come ausiliari del patriarca, l'unica vera guida della nazione maronita. In più occasioni Propaganda Fide era intervenuta per ordinare la suddivisione canonica del patriarcato, ma i suoi decreti erano rimasti lettera morta. Il sinodo del Monte Libano del 1736 istituì canonicamente le eparchie in numero di 8, oltre la sede patriarcale, definendone per ciascuna le giurisdizioni territoriali: Aleppo, Beirut, Jbeil (Byblos) unita a Batrun (Botrys), Cipro, Damasco, Baalbek (Heliopolis), Tripoli e Tiro-Sidone. La Santa Sede approvò le decisioni del sinodo con la bolla Apostolica praedecessorum di papa Benedetto XIV del 14 febbraio 1742. Questa suddivisione è rimasta fino agli inizi del XX secolo, quando fu creato il vicariato patriarcale d'Egitto (1904; oggi eparchia del Cairo) e furono distinte le sedi di Tiro e di Sidone (1906).
Quando il Libano ottenne l'indipendenza, nel 1943, i poteri del nuovo stato furono ripartiti fra le principali comunità religiose. I maroniti, che costituivano la maggioranza relativa della popolazione, ebbero la Presidenza della Repubblica, carica che hanno continuato a detenere fino ad oggi.

## Caratteristiche
Il Patriarcato di Antiochia dei Maroniti ha sede a Bkerké, in Libano; il patriarca ha il titolo di «Patriarca di Antiochia e di tutto l'Oriente», sebbene sussistano dubbi circa il suo diritto di fregiarsi del titolo antiocheno, diversamente dagli altri quattro Patriarchi di Antiochia (siriaco-ortodosso, greco-ortodosso, siro-cattolico e greco-cattolico), le cui origini sono direttamente legate alla storia della città siriaca.
L'attuale patriarca è anche il quarto cardinale maronita nella storia della Chiesa cattolica, continuatore in tale posizione dei suoi tre predecessori.
I maroniti più famosi del mondo, al di fuori dell'ambito ecclesiastico, sono probabilmente il poeta libanese Khalil Gibran e il cantante canadese Paul Anka, i cui nonni paterni erano Maroniti del Libano. 

## Struttura ecclesiastica
La Chiesa è organizzata in 28 circoscrizioni ecclesiastiche distribuite in 16 Paesi.

### In Medio Oriente
- Libano:

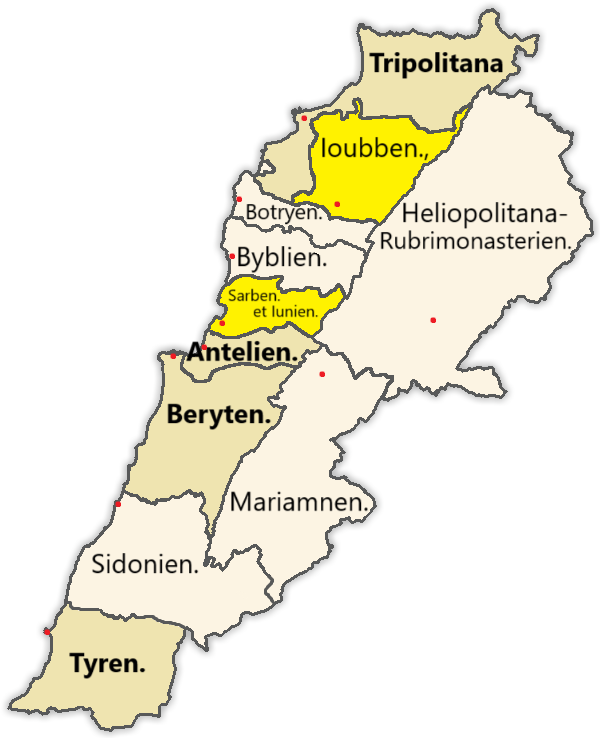
Mappa delle eparchie maronite del Libano.

  - eparchia di Joubbé, Sarba e Jounieh, eparchia propria del patriarca di Antiochia dei Maroniti
  - arcieparchie di Antélias, di Beirut, di Tripoli, di Tiro, e le eparchie di Baalbek-Deir El-Ahmar, di Batrun, di Jbeil, di Sidone e di Zahleh;
- Siria: arcieparchia di Aleppo, arcieparchia di Damasco ed eparchia di Laodicea;
- Cipro: arcieparchia di Cipro;
- Israele: arcieparchia di Haifa e Terra Santa;
- Egitto: eparchia del Cairo;
- Palestina: esarcato patriarcale di Gerusalemme e Palestina;
- Giordania: esarcato patriarcale di Giordania.

### Nella diaspora
- Francia: eparchia di Nostra Signora del Libano di Parigi;
- Nigeria: eparchia dell'Annunciazione[4];
- Canada: eparchia di San Marone di Montréal;
- Stati Uniti: eparchie di Nostra Signora del Libano a Los Angeles e di San Marone di Brooklyn;
- Messico: eparchia di Nostra Signora dei Martiri Libanesi di Città del Messico;
- Colombia: esarcato apostolico della Colombia;
- Brasile: eparchia di Nostra Signora del Libano di San Paolo;
- Argentina: eparchia di San Charbel di Buenos Aires;
- Australia: eparchia di San Marone di Sydney.

## Sinodo patriarcale
Elenco dei Presidenti del Sinodo della Chiesa maronita cattolica:
- Cardinale Paul Pierre Méouchi (1969 - 11 gennaio 1975)
- Cardinale Antoine Pierre Khoraiche (25 novembre 1975 - 25 novembre 1985)
  - Vescovo Ibrahim Hélou (25 novembre 1985 - 7 maggio 1986) (amministratore)
- Cardinale Nasrallah Pierre Sfeir (7 maggio 1986 - 26 febbraio 2011)
- Cardinale Béchara Boutros Raï, dal 25 marzo 2011